# Abies holophylla
L'abete di Manciuria (Abies holophylla Maxsim., 1866) è un albero della famiglia delle Pinaceae endemico dell'Asia.

## Etimologia
Il nome generico Abies, utilizzato già dai latini, potrebbe, secondo un'interpretazione etimologica, derivare dalla parola greca ἄβιος = longevo.  Il nome specifico holophylla deriva dalle radici greche ὅλος hólos= intero, interamente, e φύλλον phýllon= foglia facendo riferimento all'apice intero e non diviso delle foglie aghiformi.

## Descrizione

### Portamento
L'abete di Manciuria ha un portamento conico; raggiunge i 25-40 m di altezza, con tronco fino a 1,5-5 m di diametro. I rami secondari sono di color dal grigio-marrone al grigio-giallastro, glabri.

### Foglie
Sono lunghe 2-4 cm, aghiformi, di colore verde brillante sulla faccia superiore, verde chiaro in quella inferiore; si dispongono a pettine lungo i rami inferiori, ad angolo retto lungo quelli superiori.

### Fiori
Gli strobili maschili sono di colore giallo pallido con riflessi rosacei.

### Frutti
Sono coni femminili cilindrici, resinosi inizialmente verdi-blu-giallo, poi giallo-marroni-grigi a maturazione, lunghi 12-14 cm e larghi 4-5 cm, con punta arrotondata e talvolta depressa. Possiedono squame lisce e rotondeggianti. I semi sono di color giallo-grigiastro, cuneiformi, con ala quadrangolare.

### Corteccia
Di colore grigio o grigio-marrone, è a scaglie, e tende a spaccarsi con profonde fessure con l'avanzare degli anni.

## Distribuzione e habitat
Si ritrova in ambienti collinari e montani della Cina (Heilongjiang e Jilin), della Corea del Nord e della Russia (Primorskiy), a quote comprese tra i 10 e i 1.200 m nella parte settentrionale dell'areale e tra i 500 e i 1.500 m in quella meridionale, su litosuoli granitici; il clima di riferimento è freddo, con estati umidi e inverni secchi, a parte lunghi periodi nevosi. I boschi puri sono presenti alle quote elevate e nella parte settentrionale dell'areale, ma più comunemente si presentano le formazioni miste con Pinus koraiensis. Nelle altre aree si rinviene in associazione con Abies nephrolepis, Larix gmelinii, Quercus mongolica, Fraxinus mandshurica, Betula ermanii e specie dei generi Picea, Ulmus e Populus.

## Usi
Il suo legno leggero e facilmente lavorabile viene ampiamente utilizzato nella fabbricazione di compensati e impiallacciature. Viene altresì utilizzato per la fabbricazione di strumenti musicali e in generale in falegnameria. Nonostante il suo portamento elegante, il suo utilizzo come albero ornamentale è ristretto a orti e giardini botanici.

## Conservazione
Nonostante il vasto areale (area di occupazione stimata di 50.000 km²), il taglio non regolamentato ha provocato un declino del 30% della popolazione nell'arco di tre generazioni. Viene classificato pertanto come passibile di futura classificazione come specie in pericolo di estinzione nella Lista rossa IUCN.

## Galleria d'immagini

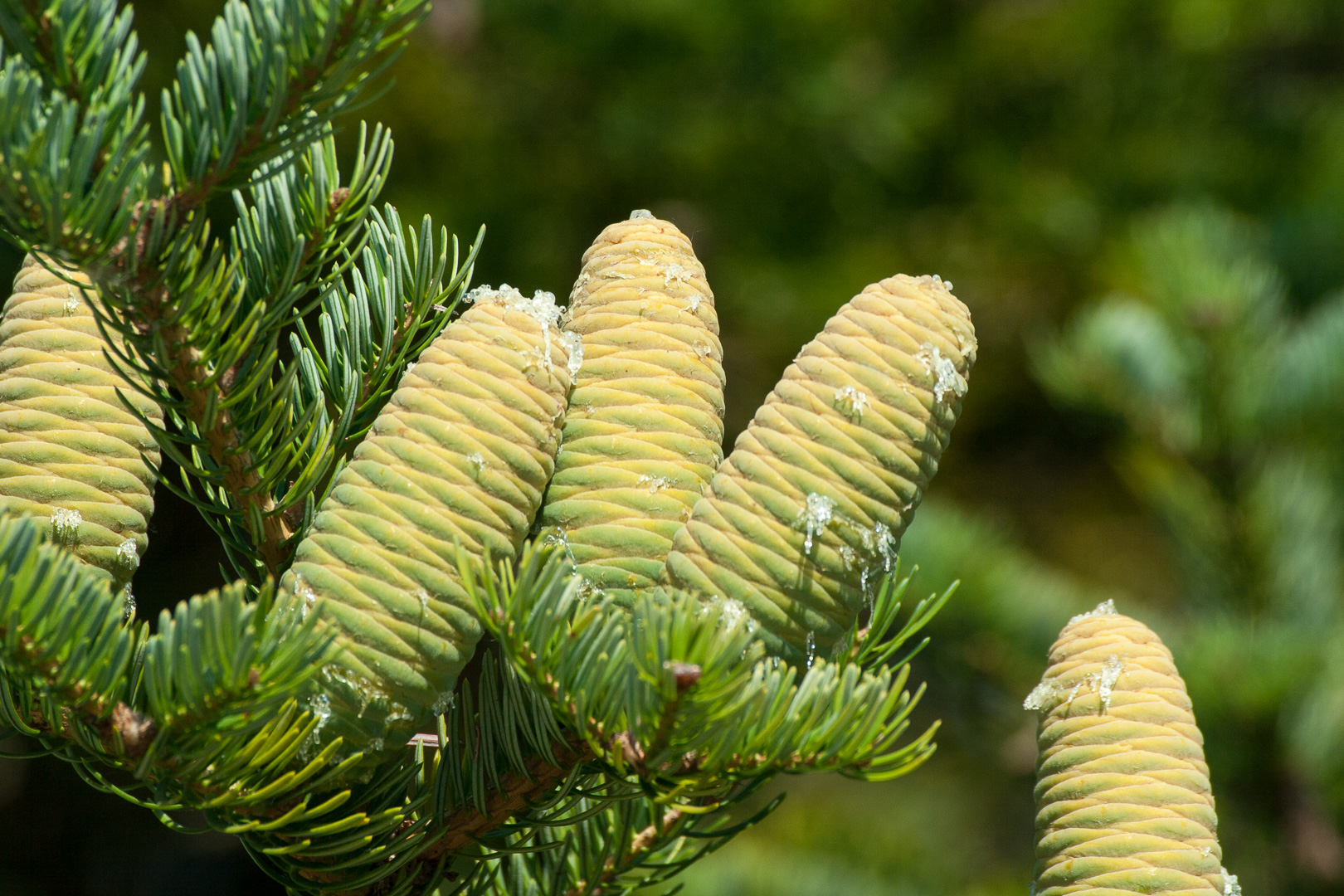
Strobili femminili
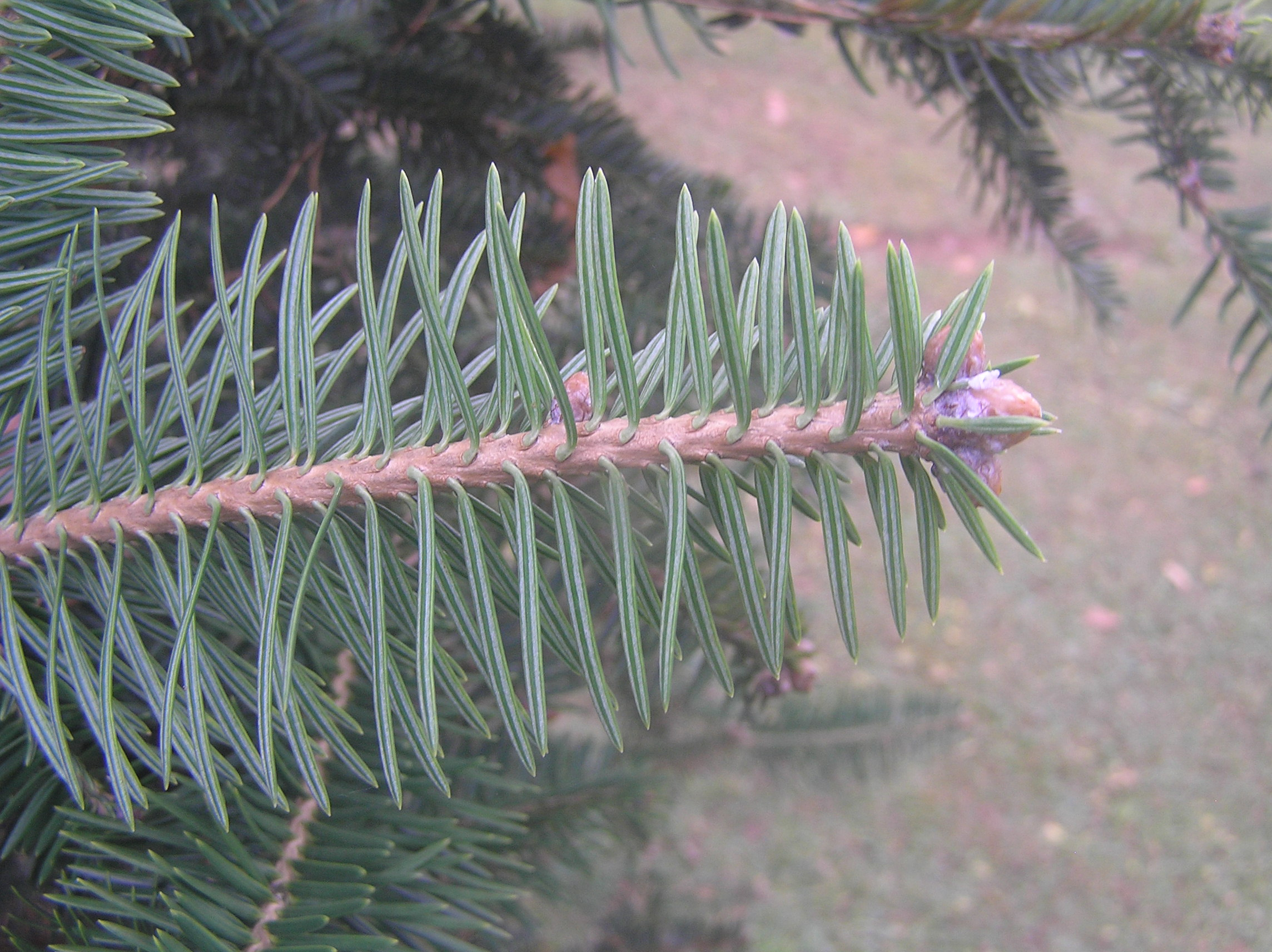
Aghi
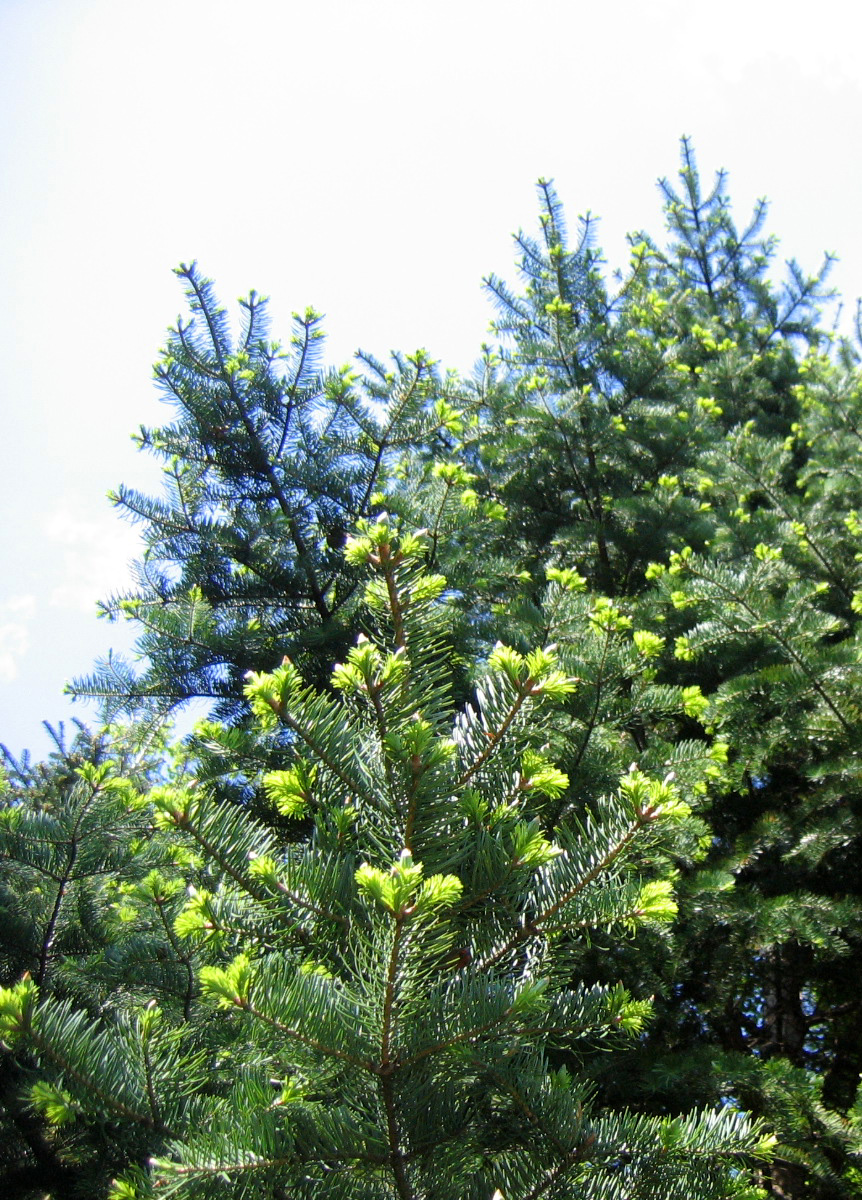
Rami
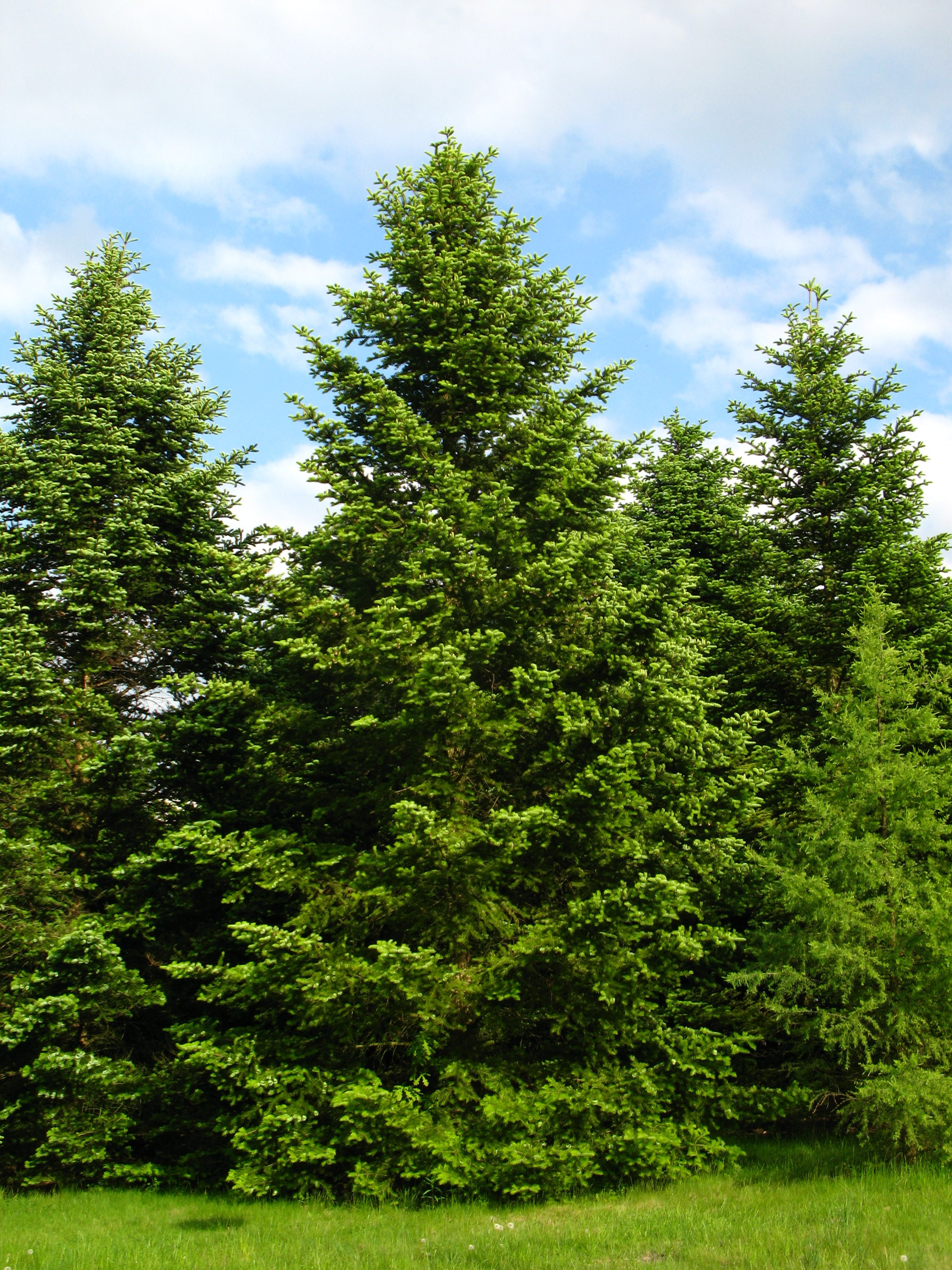
Giovane abete di Manciuria
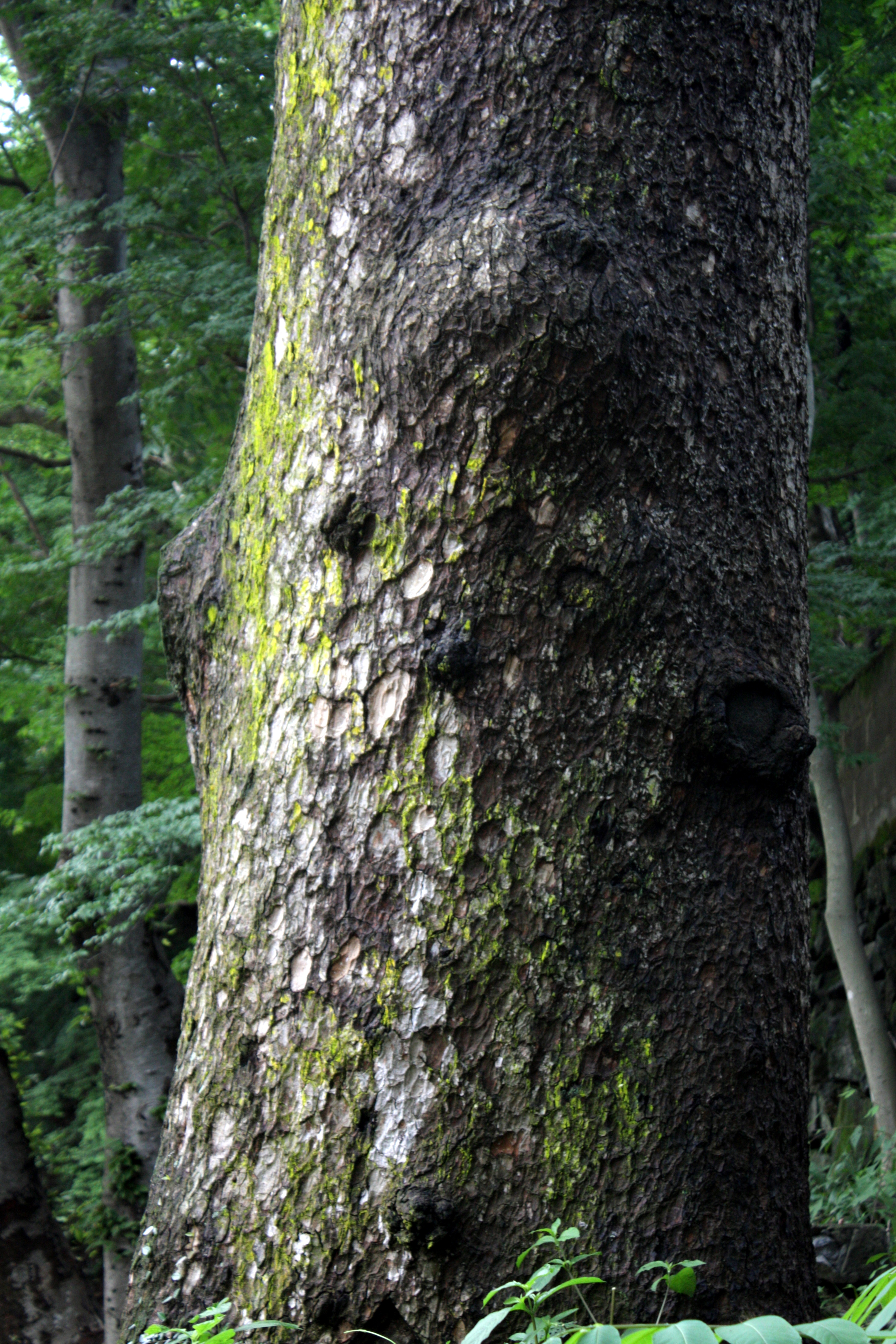
Dettaglio del tronco
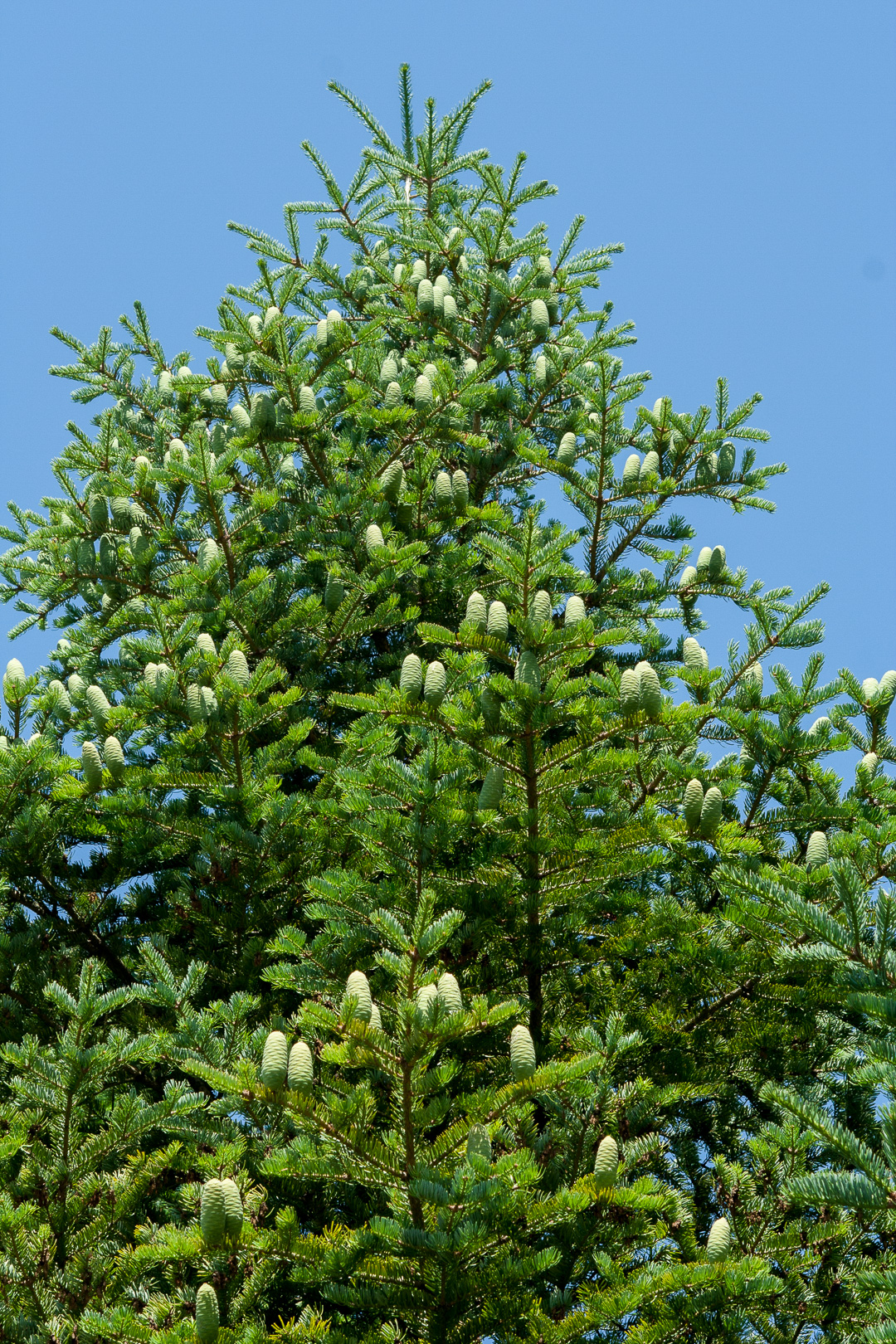
Dettaglio di rami con strobili immaturi
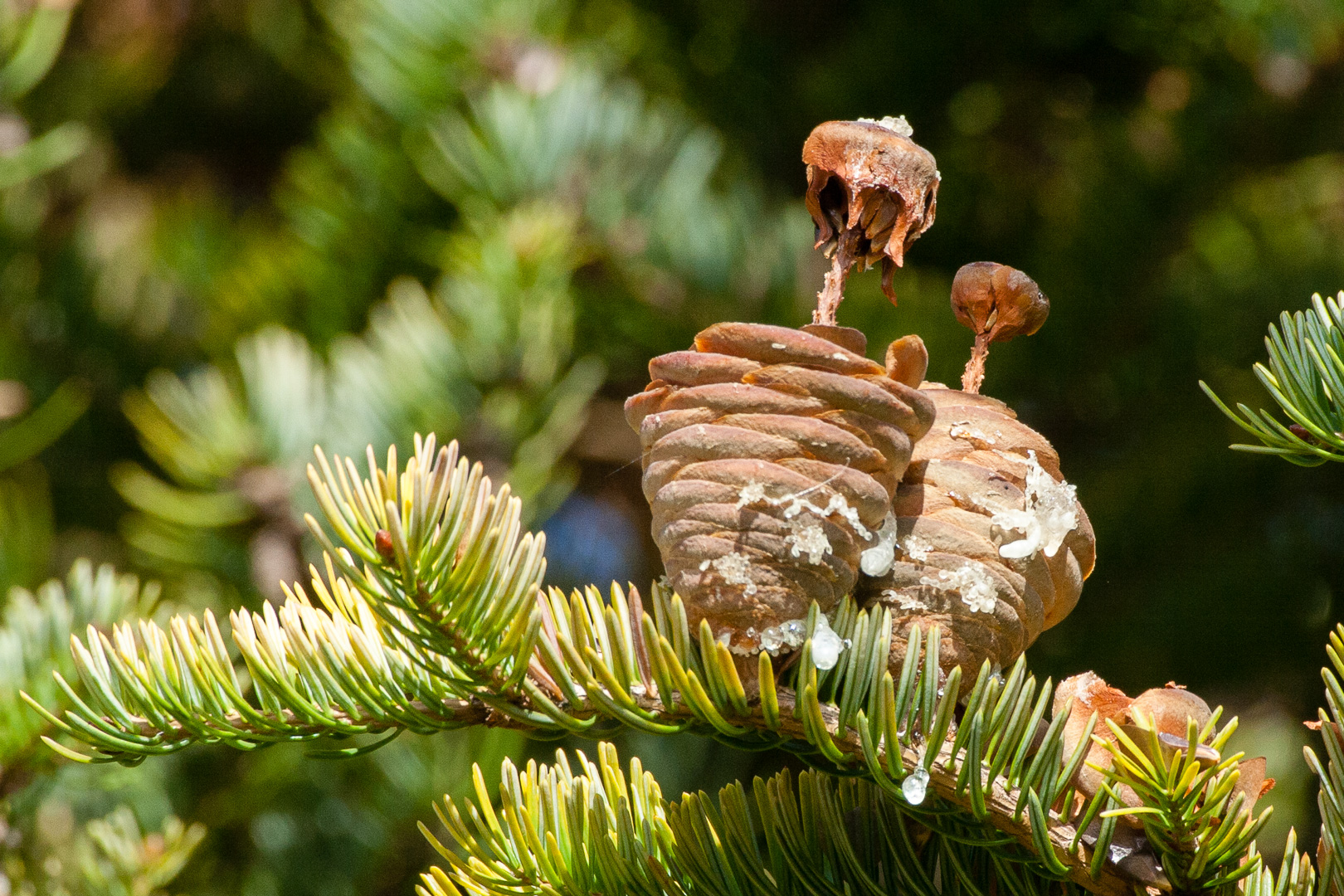
Strobili in disfacimento